# 阿尔邦 (塔恩省)
阿尔邦（法語：Alban，法語發音：[albɑ̃]）是法国奥克西塔尼大区塔恩省的一个市镇，属于阿尔比区。

## 地理
阿尔邦（43°53'20"N, 2°27'37"E）面积9.82 平方千米，位于法国奧克西塔尼大區塔恩省，该省份为法国南部内陆省份，北起顺时针与阿韦龙省、埃罗省、奥德省、上加龙省和塔恩-加龙省接壤。
与阿尔邦接壤的市镇（或旧市镇、城区）包括：屈尔瓦勒、勒弗赖斯、波利内、圣安德烈。

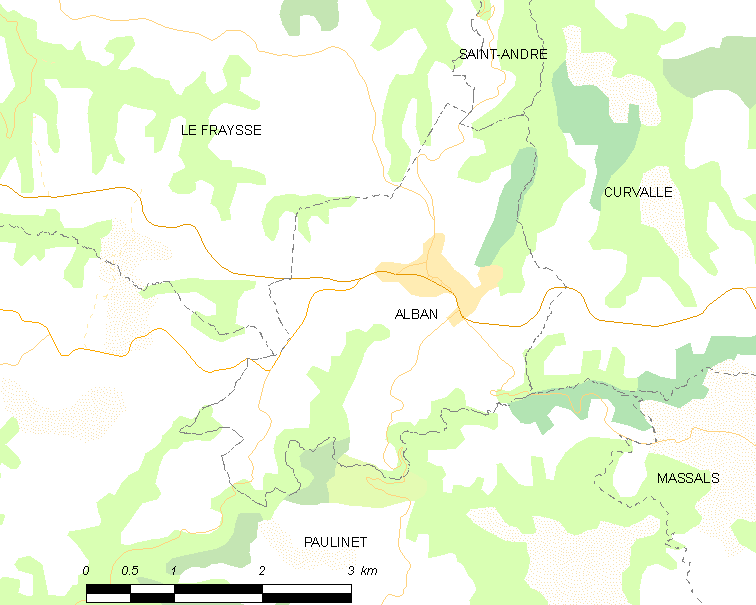
的OSM定位图

阿尔邦的时区为UTC+01:00、UTC+02:00（夏令时）。

## 行政
阿尔邦的邮政编码为81250，INSEE市镇编码为81003。

## 政治
阿尔邦所属的省级选区为上达杜县。

## 人口

1962-2008年间人口变化图示

阿尔邦于2022年1月1日时的人口数量为949人。